# Station Frombork
Station Frombork was een spoorwegstation in de Poolse plaats Frombork.